# Daddy You, Daughter Me
Daddy You, Daughter Me es una película de comedía dirigida por Kim Hyung Hyup, basada en la novela japonesa Papa to Musume no Nanokakan de Takahisa Igarashi.

## Trama
La historia de un padre y su hija cuyas álmas son intercambiadas mágicamente entre ellos durante 7 días.

## Reparto
- Jung So-min como Do-yeon (Hija).
- Yoon Je-moon como Sang-tae (Papá).[3]
- Lee Il-hwa como Mamá.
- Shin Goo como Abuelo.
- Park Hyuk-kwon como Médico.
- Lee Mi-do como Diputado Na.
- Heo Ga-yoon como Kyung-mi.
- Dohee como Jin-young.
- Kang Ki-young como Joo Jang-won.
- G.O como Director Jeon.
- Lee You-jin como Kang Ji-oh.
- Jang Won-young
- Kim In-kwon como un conductor (cameo).
- Park Myeong-su (cameo).